# Weira
Weira település Németországban, azon belül Türingiában. Lakosainak száma 373 fő (2023. december 31.). Weira Quaschwitz és Oberoppurg községekkel határos.

## Népesség
A település népességének változása:
| Lakosok száma | 378  | 386  | 392  | 384  | 373  |
|               | 2017 | 2019 | 2021 | 2022 | 2023 |